# الصين خلال الحرب العالمية الأولى

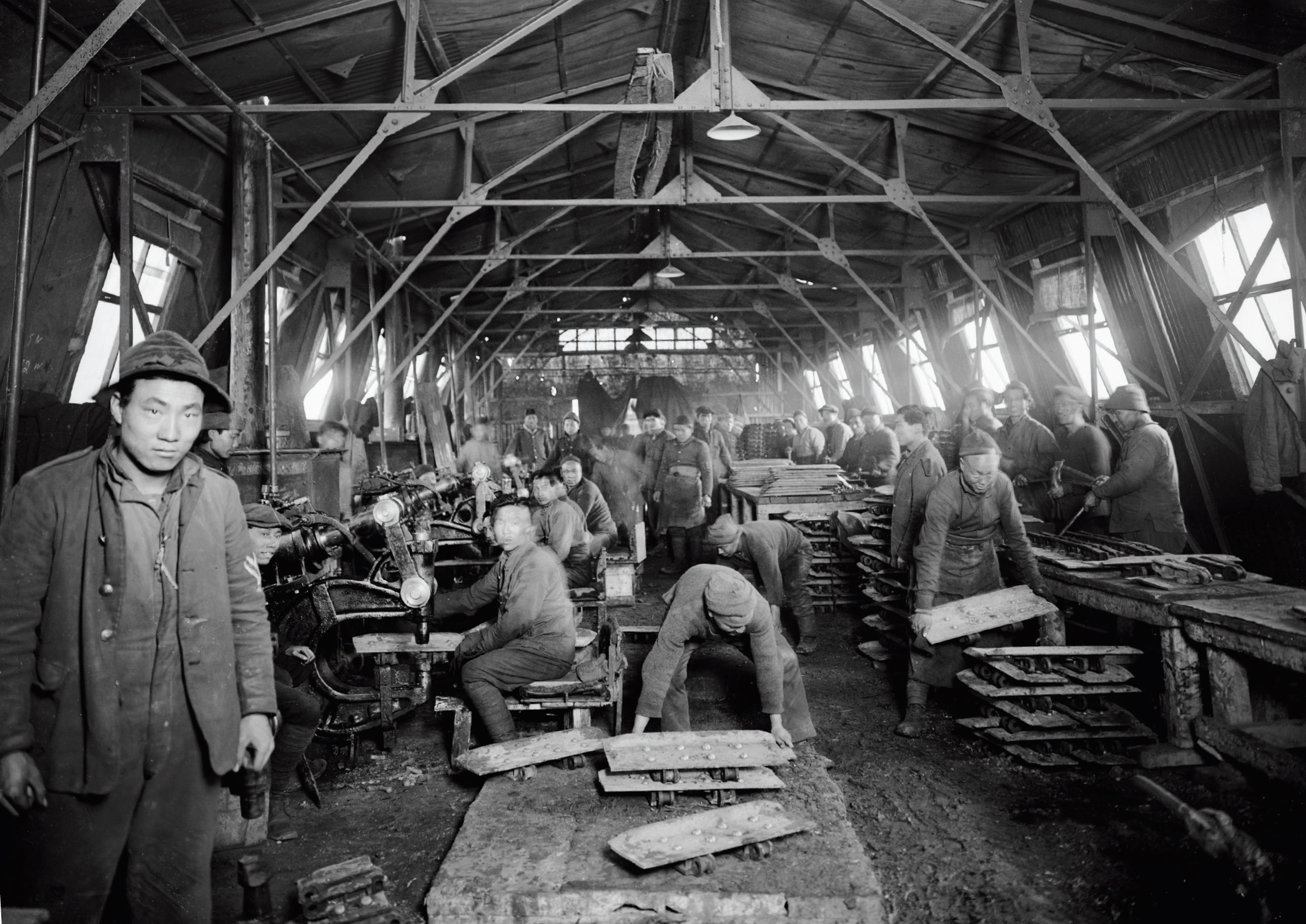
عمال صينيون خلال الحرب العالمية الأولى

شاركت الصين في الحرب العالمية الأولى منذ عام 1917 حتى 1918 في تحالف مع دول الوفاق الثلاثي. بيد أن الصين لم ترسل قوات خارج البلاد قط، إذ خدم 140 ألف عامل صيني (كجزء من الجيش البريطاني، فيلق العمل الصيني) في القوات البريطانية والفرنسية على حد سواء قبل نهاية الحرب. تزعم دوان كيروي، رئيس وزراء جمهورية الصين، عملية تدخل الصين في الحرب العالمية الأولى. أراد دوان دمج الصين مع أوروبا والولايات المتحدة بإعلان وقوفه إلى جانب الحلفاء ضد قوى المركز. في 14 أغسطس 1917، أنهت الصين حياديتها معلنة الحرب على الإمبراطورية الألمانية والإمبراطورية النمساوية المجرية.

## خلفية

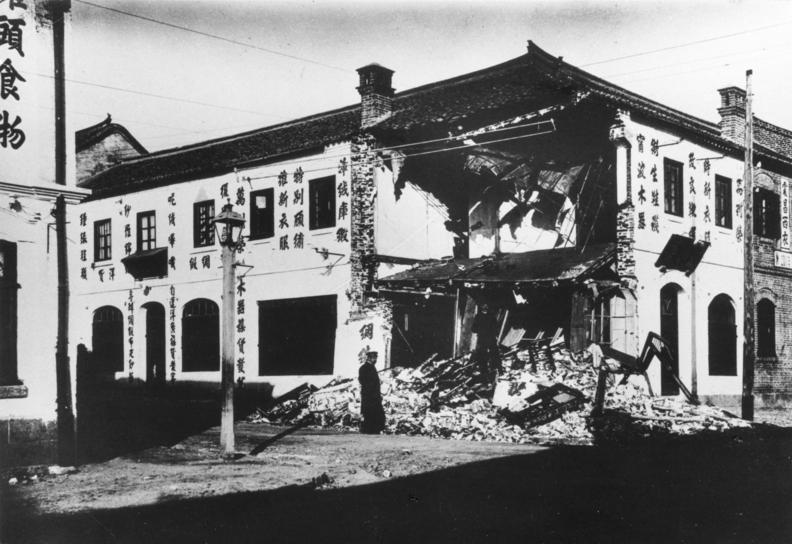
مبنى متضرر بعد حصار تشينغداو

التزمت الصين الحياد في بداية الحرب، إذ كانت البلاد مضطربة اقتصاديًا وغير مستقرة سياسيًا وضعيفة عسكريًا. وفي عام 1914، قامت القوات العسكرية اليابانية والبريطانية بتصفية بعض حيازات ألمانيا في الصين. عرض يوان شيكاي سرًا على الدبلوماسي البريطاني جون جوردان 50 ألف جندي لاستعادة المستعمرة العسكرية الألمانية في تشنيغداو، لكن قوبل عرضه بالرفض. مضت اليابان نحو الاستيلاء على تشنيغداو واحتلال أجزاء من مقاطعة شاندونغ.
في يناير 1915، أصدرت اليابان بلاغًا نهائيًا للحكومة الصينية عُرف باسم المطالب الإحدى والعشرين. وكان من بين تلك المطالب السيطرة اليابانية على الحقوق الألمانية السابقة، وعقود إيجار لمدة 99 عامًا في جنوب منشوريا، ونسبة فائدة من مصانع الصلب، وامتيازات تتعلق بالسكك الحديدية. وبعد رفض الصين الاقتراح الأولي لليابان، أُحيلت مجموعة مخفضة «المطالب الثلاث عشرة» في شهر مايو، مع تحديد مهلة مدتها يومان للاستجابة. لم يكن يوان شيكاي -الذي تنافس مع أمراء الحرب المحليين الآخرين ليصبح حاكمًا لكل الصين- في وضع يسمح له بالمخاطرة بإشعال حرب مع اليابان، وقَبِل التسوية. وقد وقع الطرفان الصيغة النهائية للمعاهدة في 25 مايو 1915.

## أحداث عام 1916

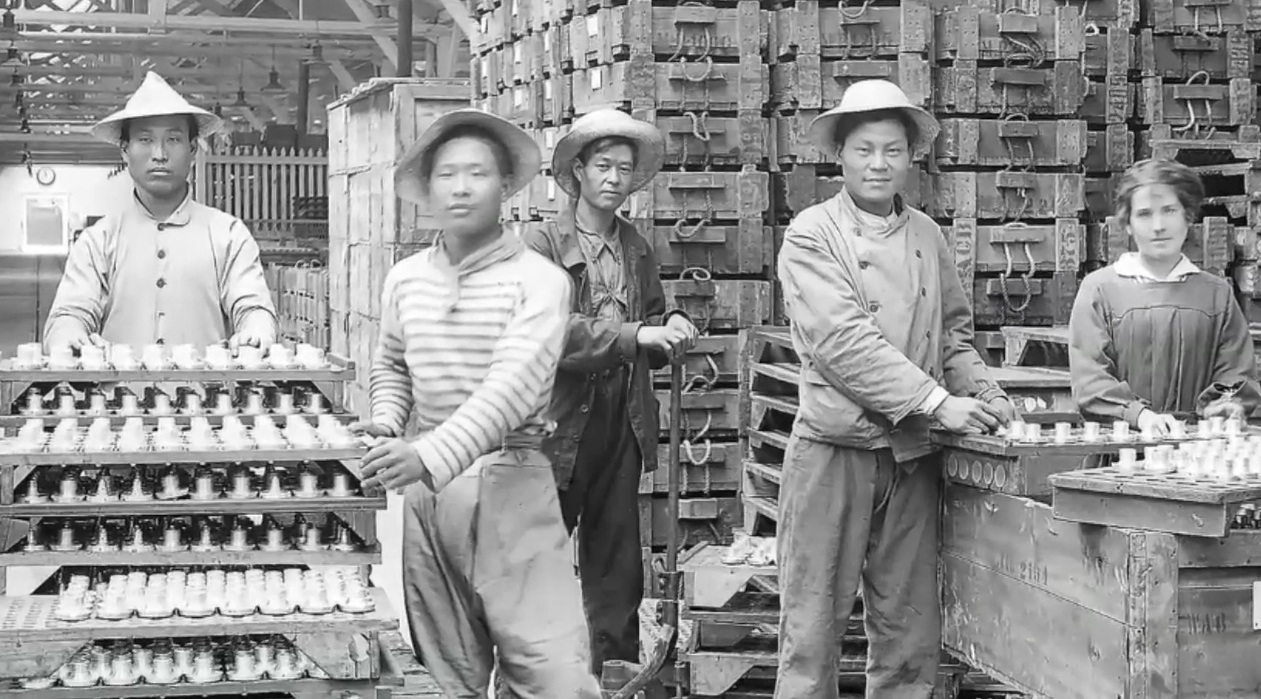
عمال صينيون في مصنع للذخائر

بما أن الصين لم تكن في البداية طرفًا محاربًا، فإن الحكومة الصينية لم تسمح لمواطنيها بالمشاركة في القتال. ومع ذلك بدأت الحكومة الفرنسية في عام 1916  خطة لتجنيد الصينيين للعمل كأفراد غير عسكريين. وتم عقد اتفاق مع الصين يقتضي بتوريد 50 ألف عامل صيني في 14 مايو 1916، وغادرت الوحدة الأولى تيانجين إلى حصون داغو ومارسيليا في يوليو 1916. وقعت أيضًا الحكومة البريطانية اتفاقية مع السلطات الصينية لتوريد العمال. وقد ابتدِئت عملية التجنيد من قِبَل لجنة الحرب في لندن في عام 1916 التي شكلت فيلق العمل الصيني. أُنشئِت قاعدة تجنيد في ويهاي (مستعمرة بريطانية آنذاك) في 31 أكتوبر 1916.
تألف فيلق العمل الصيني من رجال صينيين جاء معظمهم من شاندونغ، وبدرجة أقل من مقاطعات لياونينغ وجيلين وجيانغسو وخوبي وخونان وآنهوي وقانسو. سافر معظم المتطوعين إلى أوروبا عبر المحيط الهادئ مرورًا بكندا. كان عشرات الآلاف من المتطوعين مدفوعين بتفشي الفقر والتقلبات السياسية في الصين وأُغريوا بسخاء الأجور التي يقدمها البريطانيون. تلقى كل متطوع رسم التحاق قدره 20 يوان، يليه مبلغ 10 يوان شهريًا يُدفع لأسرته في الصين.
عمل العمال بإزالة الألغام وإصلاح الطرق والسكك الحديدية وبناء مستودعات للذخائر. وعمل بعضهم في مصانع الأسلحة وفي أحواض السفن البحرية. آنذاك، كان يُنظر إليهم على أنهم عمالة رخيصة، ولا يُسمح لهم حتى بالخروج من المخيم لإقامة علاقات محلية، ونُبذوا كأنهم مجرد حمّالة (قلي).

## أحداث عام 1917

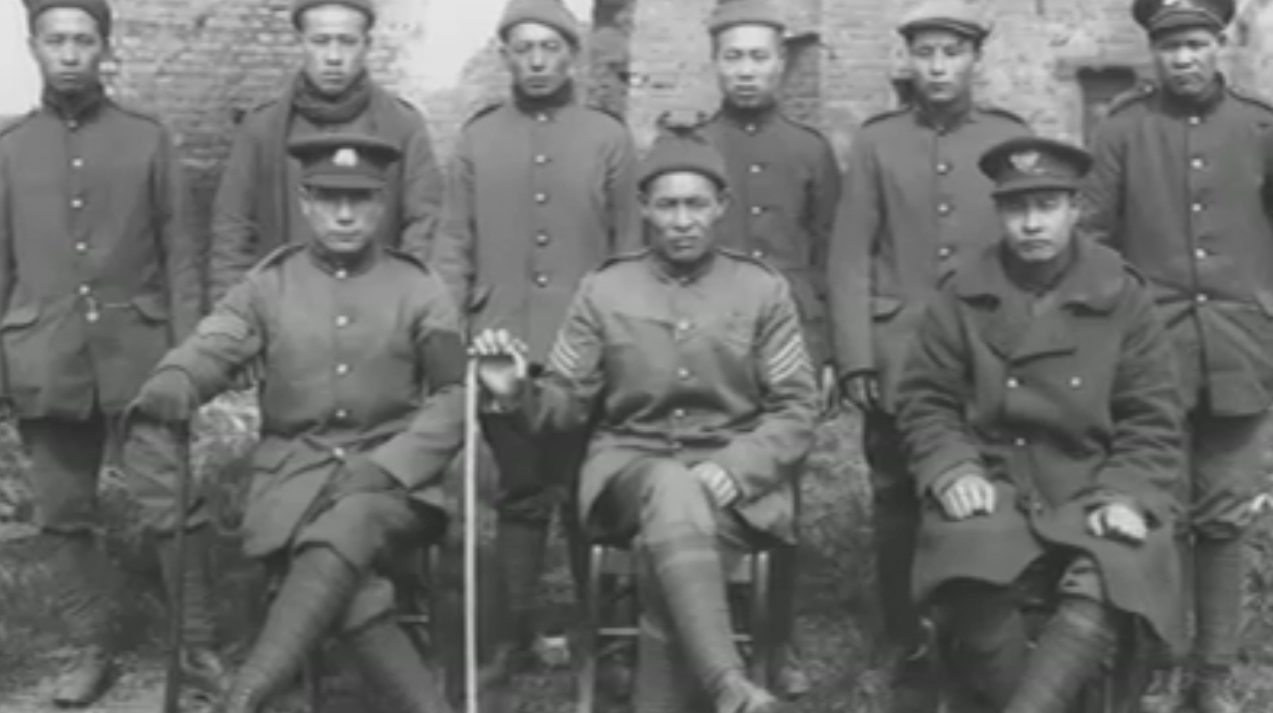
فريق من المترجمين الصينيين

في 17 فبراير 1917، أغرِقت السفينة الفرنسية الناقلة للركاب/البضائع إس إس آتوس من قِبَل غواصة يو-65 الألمانية. وكانت السفينة تحمل 900 عامل صيني، قتل منهم 543، وقطعت الصين فيما بعد الروابط الدبلوماسية مع ألمانيا في شهر مارس. أعلن الصينيون رسميًا الحرب على قوى المركز في 12 أغسطس، أي بعد شهر واحد من فشل عملية استعادة المانشو. استولت الصين بسرعة على الامتيازات الألمانية والنمساوية-المجرية في تيانجين وهانكو.
وبدخوله الحرب، أمِل دوان كيروي، رئيس وزراء جمهورية الصين، باكتساب مكانة دولية بين حلفاء الصين الجدد. وسعى إلى إلغاء العديد من التعويضات والامتيازات التي اضطرت الصين إلى التوقيع عليها في الماضي. كان الهدف الرئيسي هو كسب مكان للصين على طاولة المفاوضات بعد الحرب، واستعادة السيطرة على شبه جزيرة شاندونغ، وتقليص منطقة نفوذ اليابان.
إبان إعلان الحرب الصينية، بدأت وزارة العمل في الحكومة الصينية تنظيم تجنيد المواطنين الصينيين رسميًا كعمال. فكرت الحكومة بإرسال وحدة قتال رمزية إلى الجبهة الغربية، ولكنها لم تفعل ذلك قط.

## أحداث عام 1918

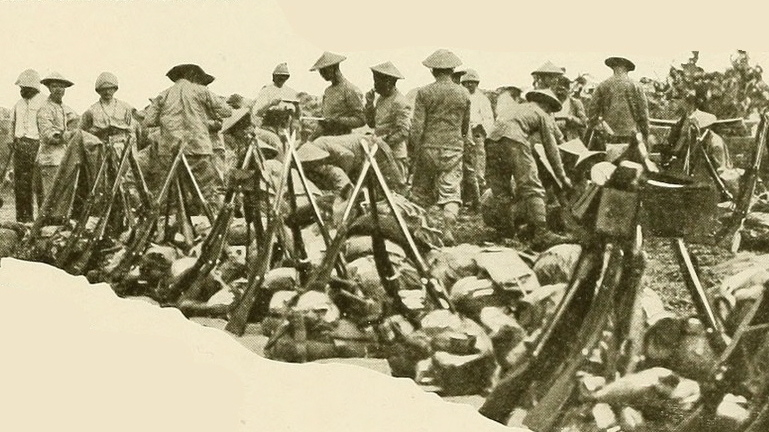
كتائب المشاة الصينية في طريقها إلى سيبيريا

وقعت حادثة يو إس إس مونوكاسي في يناير 1918. تضمنت هجومًا على الزوارق المدفعية الأمريكية من قِبَل الجنود الصينيين على امتداد نهر يانغتسي. خلفت الحادثة قتيلًا أمريكيًا واحدًا. صدر اعتذار من الحكومة الصينية بعد اندلاع الاحتجاجات في شنغهاي، ودُفع مبلغ 25,000 دولار كتعويضات مقدمة للولايات المتحدة. وكانت هذه واحدة من ضمن حوادث متعددة في ذلك الوقت أطلق فيها مسلحون صينيون النار على سفن أجنبية.
رغم أن القوات الصينية لم تشهد معارك في ساحات الحرب العالمية الأولى، فقد أُرسل 2,300 جندي صيني إلى فلاديفوستوك في أغسطس 1918 لحماية المصالح الصينية خلال اجتياح سيبيريا. حارب الجيش الصيني ضد البلشفية و القوزاق. ويعتبر هذا النزاع جزءًا من الحرب الأهلية الروسية.
وبعد هدنة كومبين الأولى في 11 نوفمبر 1918، أُرسل معظم العمال الصينيين العاملين في الخارج إلى ديارهم.

## التداعيات

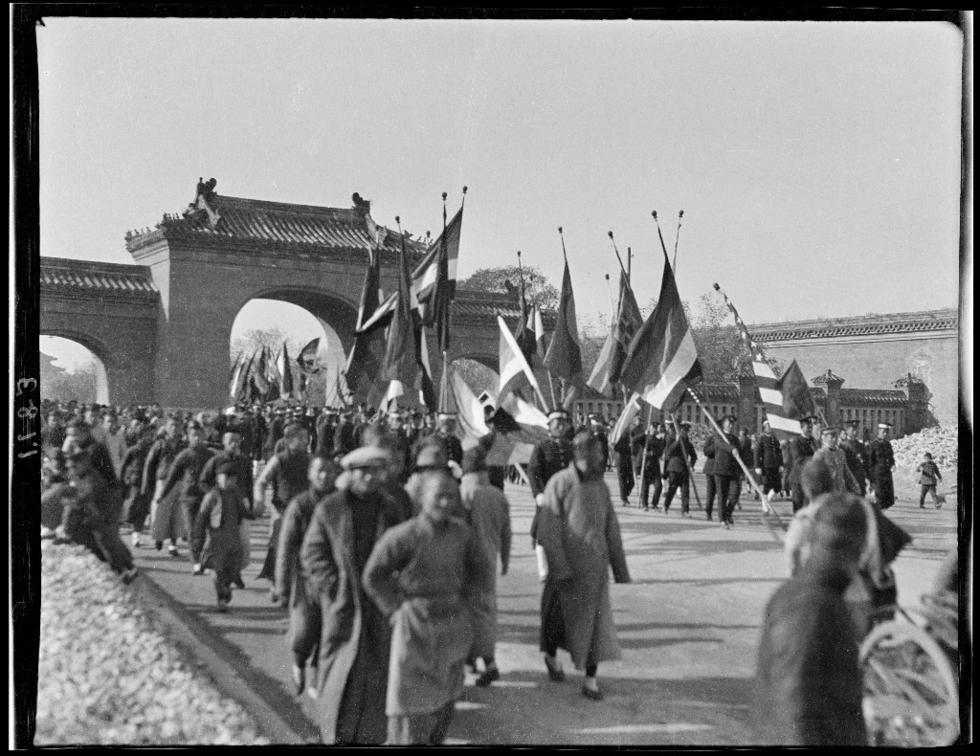
مراسم احتفالية في بكين بانتهاء الحرب العالمية الأولى

عندما انتهت الحرب، بقي بعض العمال الصينيين يعملون في إزالة الألغام، وانتشال جثث الجنود، وردم أميال من الخنادق. وفي حين عاد أغلبهم في نهاية المطاف إلى الصين، ظل بعضهم في أوروبا بعد انهيار بنك الصين الصناعي الوطني في عام 1920. أقام نحو 5,000 إلى 7,000 في فرنسا مشكلين نواة للجاليات الصينية اللاحقة في باريس.
إن عدد المواطنين الصينيين الذين لقوا حتفهم في الحرب غير معروف، والتقديرات مثيرة للجدل. تشير السجلات الأوروبية إلى أن العدد لا يتجاوز الألفين، في حين يقدر الباحثون الصينيون أن العدد يصل إلى 20 ألف. ورغم وفاة أغلبهم جرّاء جائحة الإنفلونزا الإسبانية عام 1918، فقد كان هناك أيضًا ضحايا القصف والألغام الأرضية والمعالجة السيئة. دُفنت جثثهم في عشرات المقابر الأوروبية. فمثلًا تحتوي مقبرة نويّل-سور-مير على 838 شاهد قبر صيني.

### مؤتمر باريس للسلام
أرسلت الصين وفدًا إلى مؤتمر باريس للسلام. ترأس الوفد الصيني لو تسينغ-تسيانغ برفقة ولنغتون كو وتساو رولين. طالبوا بإعادة شبه جزيرة شاندونغ إلى الصين، ووضع حد للمؤسسات الإمبريالية مثل الحصانة المحلية ، وحراس دار المفوضية، وعقود الإيجار الأجنبية. رفضت القوى الغربية هذه المطالبات، وسمحت لليابان بالاحتفاظ بالأراضي في شاندونغ التي سلمتها ألمانيا بعد حصار تشينغداو.
أدى ضعف استجابة الحكومة الصينية إلى فورة مفاجئة في القومية الصينية. بدأت الاحتجاجات الطلابية على نطاق واسع في الصين في 4 مايو 1919، والتي عرفت فيما بعد باسم حركة الرابع من مايو. ضغط  هذا الأمر على الحكومة لرفض التوقيع على معاهدة فرساي. وكنتيجة، فإن الوفد الصيني في المؤتمر هو الوحيد الذي لم يوقع على المعاهدة خلال مراسم التوقيع.